# Сурони
Суро́ни (рос. Суроны) — присілок у складі Шарканського району Удмуртії, Росія.

## Населення
Населення — 29 осіб (2010; 63 у 2002).
Національний склад станом на 2002:
- удмурти — 97 %

## Урбаноніми[3]
- вулиці — Колгоспна, Шкільна